# Dolly Buster
Nora Baumberger (nascuda Dvořáková; 23 d'octubre de 1969), coneguda amb el nom artístic Dolly Buster, és una antiga actriu pornogràfica, cineasta i autora txeca-alemanya.

## Carreres professionals
Buster ha protagonitzat més de cent pel·lícules europees amb classificació X. També és l'autora d'una sèrie d'èxits de novel·les criminals sobre una estrella porno alemanya convertida en detectiu afeccionada.

Va aparèixer a la versió alemanya de I'm a Celebrity... Get Me Out of Here!.

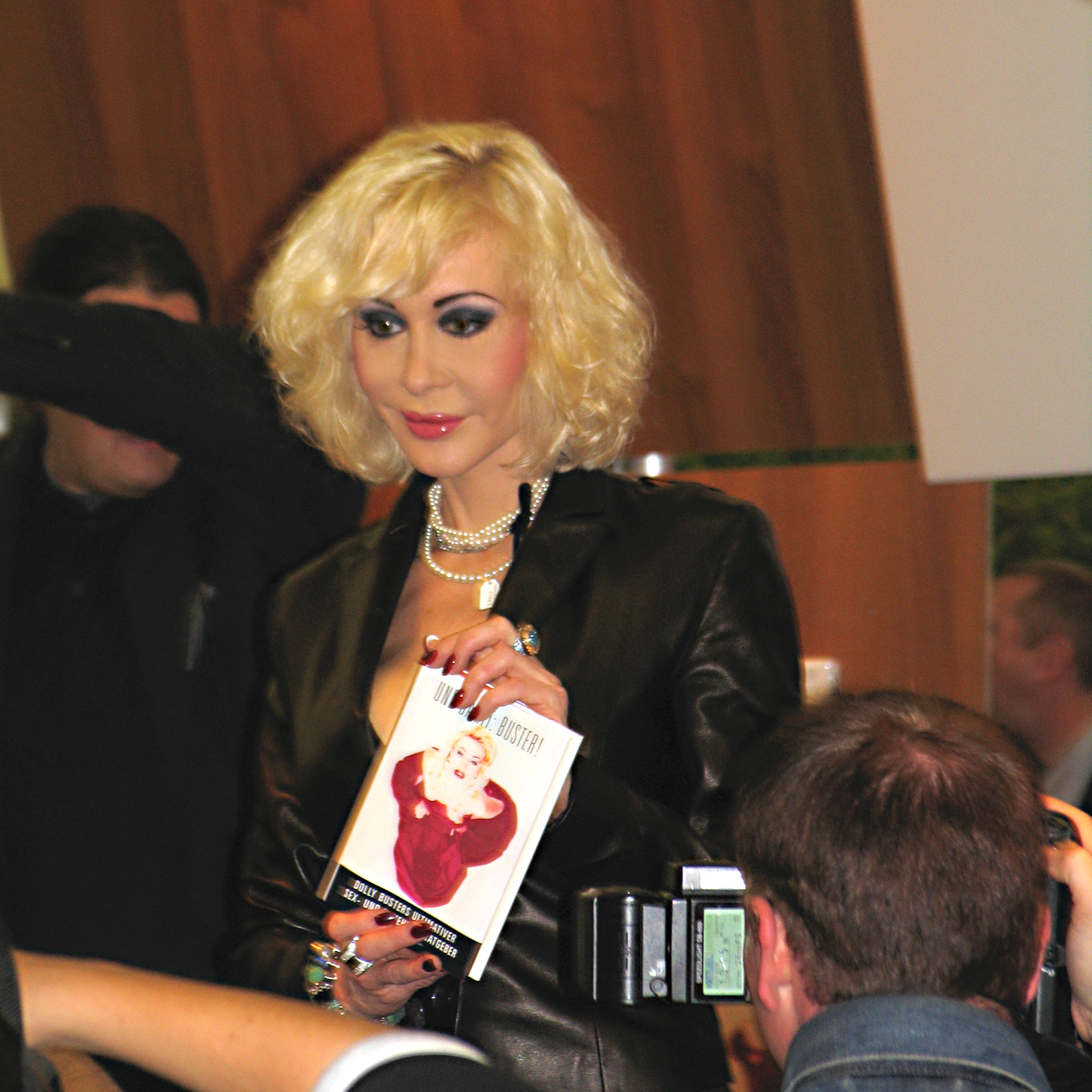
Buster a la Fira del Llibre de Frankfurt, 2004

El 2004, va intentar obtenir un escó al Parlament Europeu com a candidata d'un partit polític txec minoritari, Nezávislá erotická iniciativa (NEI). Només va obtenir el 0.71% del vots.

## Vida personal
Buster viu amb el seu marit a Wesel, Alemanya, on també es dedica a la pintura i el dibuix, després d'haver pers classes de dibuix d'Arnim Tölke a la Kunstakademie Düsseldorf

## Premis
Va ser votada com l'"estrella del porno més popular" d'Alemanya el 2009. Yambé ha guanyat nombrosos Venus Award, inclòs un premi a tota la carrera l'any 2000 i un premi especial del jurat el 2003.

## Filmografia
- 1990: Dolly Buster in Excess
- 1992: The Way of Sex
- 1993: Dreams of Anal
- 1994: Venecia Calling
- 1994: Voll normaaal
- 1995: Marys verrücktes Krankenhaus
- 1996: San Francisco Connection
- 1996: At the Club
- 1996: Rings of Lust
- 1997: Dreams of Fetish 1
- 1997: Hawaii Connection
- 1998: Polizeiruf 110: Das Wunder von Wustermark
- 1998: Dreams of Fetish 2
- 1999–2000: Club der starken Frauen – Die rote Meile
- 2000: Das Taschenorgan
- 2001: Die Anrheiner
- 2001: Extasy
- 2001: Welcher Mann sagt schon die Wahrheit
- 2003: Miss Italy
- 2003: Crazy Race
- 2004: Pudelmützen Rambos
- 2005: Kamenák 3
- 2010: Underworld Cats